# リッキー・ダミガン
リッキー・ダミガン（Ricky Dumigan）は、オーストラリアのラグビー指導者。現在ジャパンラグビーリーグワンクリタウォーターガッシュ昭島ヘッドコーチを務めている。オーストラリア出身。

## 略歴
レベルズ、サニーバンクなどのコーチを経て、2018年、リコーブラックラムズのスキル＆デベロップメントコーチに就任。
2021年、クリタウォーターガッシュ昭島のヘッドコーチに就任。